# Vindkraft i teori och praktik
Vindkraft i teori och praktik är en fackbok om vindkraft som energikälla. Författare är Tore Wizelius, som var ansvarig för vindkraftsutbildningen vid Högskolan på Gotland. Numera driver han tillsammans med olika samarbetspartners ett antal bolag som projekterar vindkraft. Boken, som är tänkt som kurslitteratur på högskolenivå i flera olika ämnen, tar upp de flesta aspekterna när det gäller vindkraft. Exempelvis diskuteras vindkraftverkens konstruktion, energipolitik, lagstiftning, tillståndsprövning samt hur projektering går till. I den andra upplagan (2007) finns även diskussioner kring de tyska erfarenheterna av vindkraft. 